# CornerShot

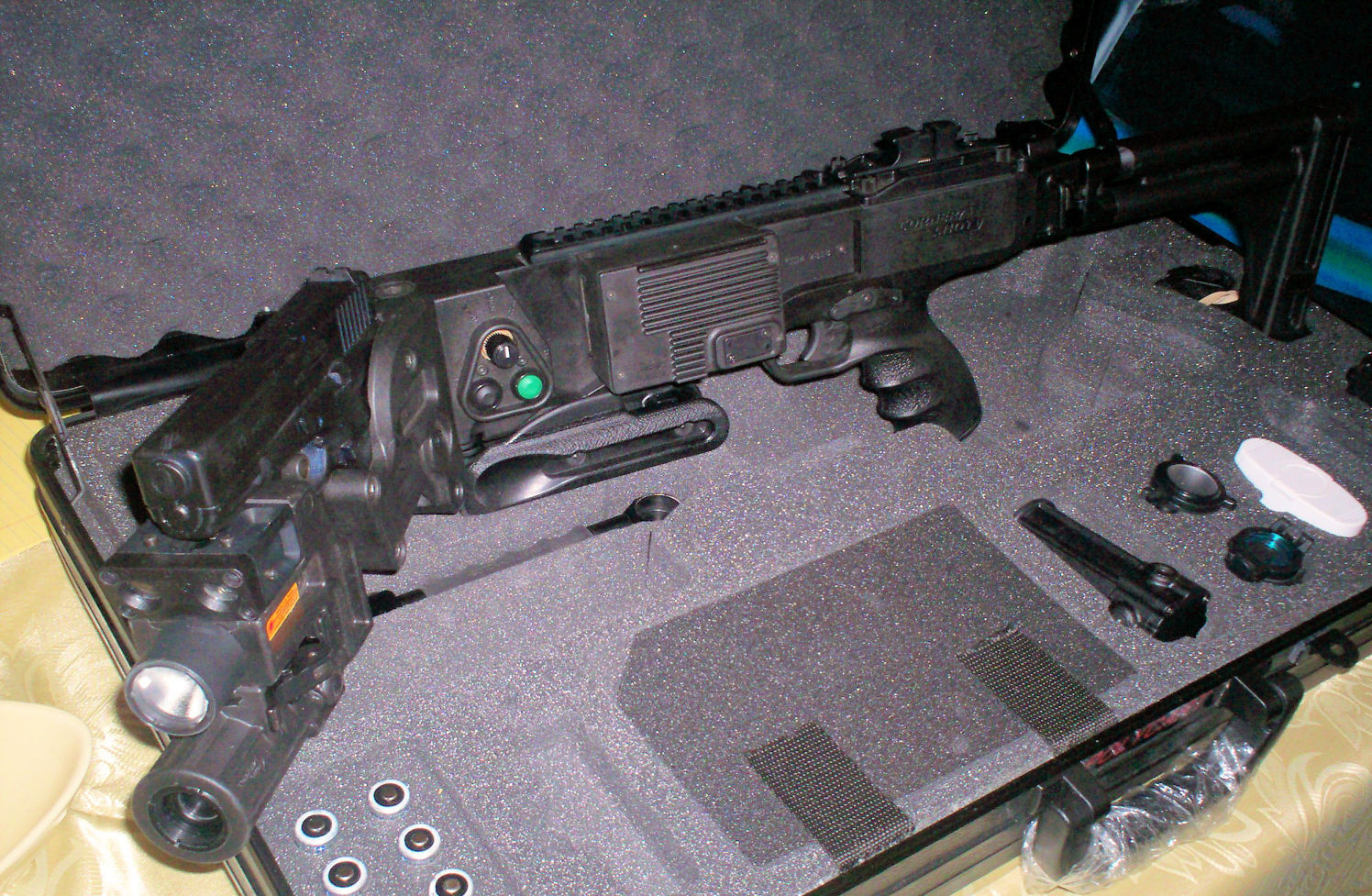
Un sistema CornerShot montato su una pistola Glock

Il CornerShot è un accessorio per armi da fuoco ideato dal tenente colonnello Amos Golan della Forze di Difesa Israeliane in collaborazione con alcuni investitori americani.
Il progetto risale ai primi anni duemila, ed è specificamente pensato per le squadre speciali che si trovano a dover affrontare situazioni con presenza di terroristi e ostaggi. La sua funzione, del tutto analoga a quella ricoperta dai cosiddetti "fucili periscopio" durante la prima guerra mondiale, è quella di permettere al tiratore di individuare ed eventualmente attaccare i nemici armati senza per questo esporsi al loro fuoco.

## Generale
Il concetto di base dell'arma è rintracciabile già nel Krummlauf tedesco applicabile allo StG 44, ovvero una canna ricurva che montava uno specchio e che serviva per tiri oltre gli angoli in scenari di combattimento urbano. Infatti, attraverso un sensore ottico collegato ad una videocamera, è possibile mirare all'obiettivo mentre si è nascosti dietro angoli di un edificio, dietro una macchina, un muretto o un finestrino di un autobus o aeroplano in totale sicurezza. Il progetto risalente alla prima guerra mondiale (ovvero il "fucile periscopio") non era altro che un meccanismo composto di un secondo calcio e di un sistema collegato al grilletto principale dell'arma (che ovviamente stava in alto, sopra la testa del soldato, puntando fuori dalla trincea).
Le varianti del Cornershot sono la standard, la versione per lanciagranate da 40 mm, la APR e una variante anticarro. È prodotto dalla Corner Shot Holdings di Miami. Un produttore a sé stante di Cornershot è la casa francese OMEGA-Cornershot. L'arma è venduta attualmente in 15 paesi.

## Forme e varianti
L'arma è ritenuta precisa su distanze dell'ordine dei 100 – 120 m utilizzando proiettili 9 × 19 mm, .40 S&W e .45 ACP, mentre la precisione aumenta fino ai 200 m con l'uso dei proiettili 5,7 × 28 mm. Le pistole che possono essere montate sul dispositivo sono la Beretta 92F (utilizzata dalle forze dell'ordine italiane e di altre in diverse parti del mondo, Usa compresi) le Glock (tutte le versioni) le SIG Sauer e tutta la serie CZ. Inoltre il dispositivo dispone di attacchi per i più svariati accessori: laser visibili/invisibili, telecamere, dispositivi audio ed altri. Tutti i modelli possiedono una telecamera integrata ad alta risoluzione, che permette quindi l'uso del dispositivo anche come kit di sorveglianza. Il dispositivo può anche essere usato dietro ai ripari, mediante una connessione cablata che invia il segnale direttamente all'operatore o memorizza il video in un supporto flash da due ore circa.

### Standard
La versione standard del CornerShot monta una pistola nella parte anteriore dell'arma, con collegamento remoto al grilletto nella parte posteriore. La lunghezza del dispositivo è di 820 mm, con un peso di 3,86 kg.

### Lanciagranate da 40 mm
È un lanciagranate a retrocarica da 40 mm, che può sparare tutti i tipi di granate compatibili.

### APR (Assault Pistol Rifle)
Versione che monta una pistola modificata (rimovibile) che spara il proiettile 5,56 × 45 mm NATO.

### CSP (CornerShot Panzerfaust)
Versione che ha debuttato nel 2004 a Parigi, il sistema è simile a quello del lanciagranate, ma permette una rotazione della parte anteriore di 90° (contro i 60° delle altre versioni) e utilizza cariche esplosive anticarro.

## Funzionamento
La configurazione standard monta una pistola, una torcia tattica ed una telecamera sulla parte anteriore dell'arma, che ruota orizzontalmente di 60°. Nella parte posteriore dell'arma si trovano il controllo per il grilletto e lo schermo ad alta definizione della telecamera.